# Edmund Taczanowski
Edmund Taczanowski (Wieczyn, 23 novembre 1822 – Choryń, 14 settembre 1879) è stato un militare, patriota e rivoluzionario polacco.
Era un membro dei Taczanowski, una dinastia di magnati polacchi; era nipote del famoso corsaro Maksymilian Taczanowski), Lord della proprietà di Choryń nella provincia di Poznań.

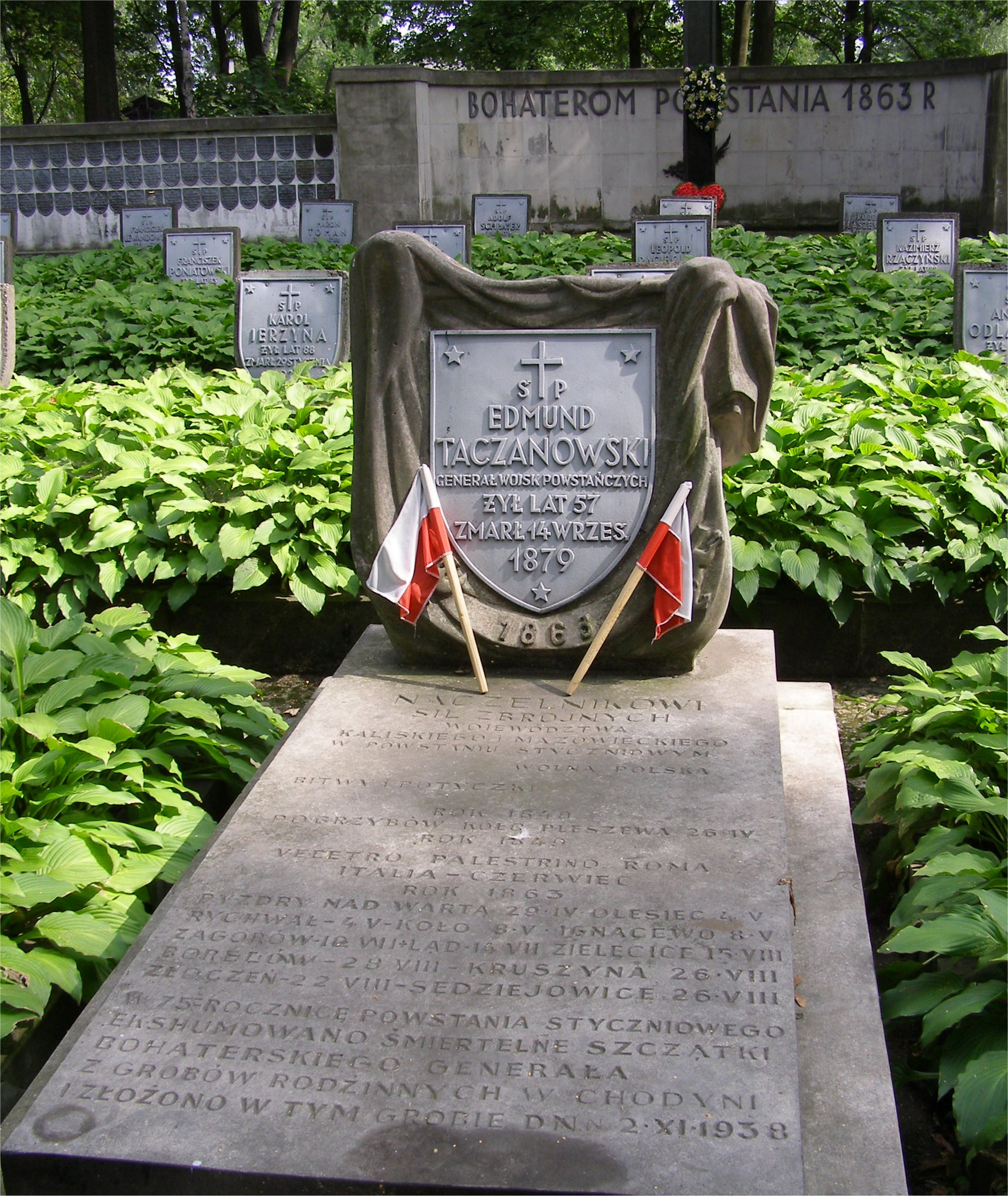
La tomba di Edmund Taczanowski in Polonia

## Biografia
Era figlio di Jozef Grzegorz Mikolaj Piotr Taczanowski e di Franciszka Drweska. Da giovane Taczanowski fu influenzato dall'eroe nazionale Adam Mickiewicz, un poeta che era a Choryń nel 1831, dove le autorità prussiane gli impedirono di tornare nella Polonia-Russia ad appoggiare l'insurrezione. Inizialmente Taczanowski, che era un ufficiale prussiano, si dimise per partecipare alla sollevazione della Grande Polonia e, nel the 1848, prese parte alla rivoluzione contro il dominio dell'Austria su una parte della Polonia. A seguito del fallimento di questa azione militare, seguì Giuseppe Garibaldi nel Risorgimento italiano.
Fu ferito nella difesa di Roma. Fu gravemente ferito in combattimento e fatto prigioniero dai francesi.
In seguito fu liberato è operò come generale nella rivoluzione polacca del 1863 contro il dominio russo.
Dopo il collasso della rivoluzione e la repressione zarista della rivolta, Taczanowski fuggì in Francia e poi in Turchia, dove cercò senza successo di trovare sostegni alla creazione di un esercito di liberazione polacco e la creazione di uno stato polacco indipendente.
In seguito ad un'amnistia il governo prussiano permise nel 1870 il suo ritorno a Choryń, dove rimase con la sua famiglia fino al decesso, nove anni più tardi.
La sua tomba è considerata un luogo d'onore nazionale polacco. Il maniero di Choryń è ora un punto di riferimento storico con targhe in ricordo sia di Taczanowski che di Mickiewicz.

## Vita privata
Nel 1860 si sposò a Czermin con Aniela Baranowska, figlia della poetessa Agnieszka Baranowska. Ebbero sei figli tra cui Stanisława Taczanowska e Stefan Taczanowski.